# Ди Наполи, Артуро
Артуро Ди Наполи (итал. Arturo Di Napoli; род. 18 апреля 1974 года в Милане, Италия) — итальянский футболист и тренер. В настоящее время является главным тренером клуба «Салуццо».

## Карьера игрока
Артуро является воспитанником миланского «Интера»: он прошёл через всю детско-юношескую систему клуба. В сезоне 1993/94 он был отдан в аренду клубу «Ачиреале» из Серии B, где форвард забил первый гол во взрослой карьере. Следующий сезон Артуро провёл в более скромном «Гуальдо», представлявшем Серию C, отметившись 10 мячами. В 1995 году он перешёл из «Интера» в «Наполи». В составе «адзурри» состоялся его дебют в Серии А: 27 августа форвард заменил Алена Богоссяна на 37-й минуте встречи с «Бари». Всего за полтора в стане неаполитанцев Артуро провёл 25 встреч в чемпионате Италии и забил в них 5 мячей.

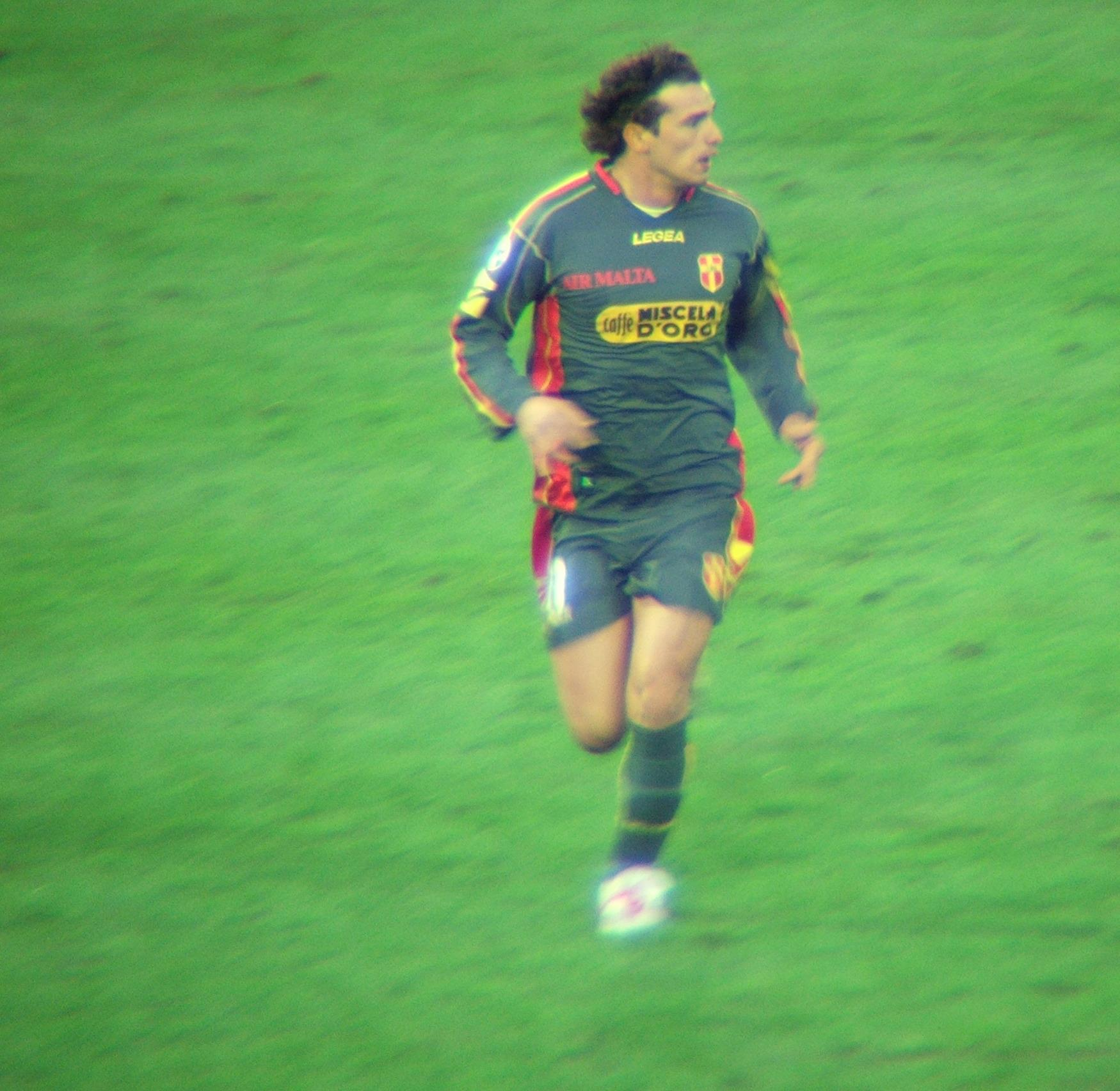
в матче за «Мессину»

Зимой 1997 года Артуро вернулся в родной «Интер». Свой первый матч за «нерадзурри» он сыграл только 19 апреля, выйдя на замену вместо Алессандро Пистоне во встрече с «Кальяри». Суммарно за остаток сезона 1996/97 форвард провёл 5 игр. В межсезонье клуб приобрёл звёздного нападающего Роналдо, дав ясно понять Артуро, что в клубе на него не рассчитывают. Поэтому 2 следующих сезона он находился в аренде, выступая в Серии А за скромные «Виченцу» и «Эмполи». На ещё одно предложение миланцев стать одним из резервных форвардов Артуро ответил решительным «нет», добившись своей продажи в «Пьяченцу». В её составе он провёл 18 матчей и забил 4 гола в сезоне 1999/00. По его итогам клуб покинул класс сильнейших и отказался от услуг нападающего.
Следующие несколько лет Артуро вместе со своими клубами балансировал между высшей и подэлитной итальянскими лигами. Добиться постоянства ему удалось лишь в «Мессине», с которой он поднялся в Серию А в 2004 году, а затем отыграл 3 сезона в итальянской футбольной элите. «Мессина» стала наиболее продолжительным этапом карьеры Артуро: за 4 года в её составе он принял участие в 126 матчах и забил 43 мяча. После вылета клуба из Серии А нападающий перебрался в «Салернитану». С ней он выиграл Серию C1 и трофей лучшего бомбардира дивизиона в сезоне 2007/08. Отыграв в «Салернитане» ещё один год в Серии B, нападающий вернулся в «Мессину», рухнувшую в Серию D. Забив 20 мячей в 32 встречах сезона 2009/10, он ушёл в другой свой бывший клуб, «Венецию». Через полгода Артуро перешёл в «Кароннезе», где завершил свою футбольную карьеру в конце сезона 2011/12.

## Тренерская карьера
После окончания карьеры игрока, Артуро занялся тренерской деятельностью. В 2012—2014 годах он руководил тремя скромными итальянскими командами в низших дивизионах. В 2015 году специалист возглавил «Витториоза Старс», который привёл к 8-му месту в Первом дивизионе Мальты. В сезоне 2015/16 Артуро был назначен главным тренером своего бывшего клуба «Мессина». Он не смог доработать до конца сезона, поскольку оказался замешан в скандале со ставками и получил длительную дисквалификацию. В 2018 году специалист вернулся к тренерскому ремеслу и в течение 3 лет возглавлял «Колоньо». В сезоне 2022/23 Артуро стал наставником клуба «Салуццо».

## Достижения

### Командные
«Салернитана»
- Победитель Серии C1 (1): 2007/08

### Личные
- Лучший бомбардир Серии C1 (1): 2007/08 (21 гол)